# Wereldkampioenschappen kunstschaatsen 1969
De Wereldkampioenschappen kunstschaatsen 1969 werden gevormd door vier toernooien die door de Internationale Schaatsunie werden georganiseerd.
Het WK evenement van 1969 vond van 25 februari tot en met 2 maart plaats in Colorado Springs, Verenigde Staten. Het was de vierde keer (na 1957, 1959 en 1965) dat de Wereldkampioenschappen kunstschaatsen in deze stad plaatsvonden, en de vijfde keer in de Verenigde Staten.
Voor de mannen was het de 59e editie, voor de vrouwen de 49e editie, voor de paren de 47e editie, en voor de ijsdansers de zeventiende editie.

## Deelname
Er namen deelnemers uit vijftien landen deel aan deze kampioenschappen. Zij vulden 67 startplaatsen in.
(Tussen haakjes het totaal aantal startplaatsen over de disciplines.)
| Verenigde Staten (11) Sovjet-Unie (9) West-Duitsland (7) Canada (6) | Verenigd Koninkrijk (6) Duitse Democratische Republiek (5) Oostenrijk (5) Tsjecho-Slowakije (5) | Frankrijk (4) Japan (3) Hongarije (2) Australië (1) | Italië (1) Zuid-Afrika (1) Zwitserland (1) |

## Medailleverdeling
Bij de mannen werd Tim Wood de 22e wereldkampioen en de vierde Amerikaan die de wereldtitel bij de mannen behaalde. Hij trad daarmee in de voetsporen van Richard Button (5 titels van 1948-1952), Hayes Alan Jenkins (4 titels van 1953-1956) en David Jenkins (3 titels van 1957-1959). Het was zijn tweede medaille, in 1968 werd hij tweede. De Tsjechoslowaak Ondrej Nepala op de tweede plaats veroverde zijn eerste medaille. De Fransman Patrick Péra veroverde met zijn tweede medaille net als in 1968 brons.
Bij de vrouwen werd de Oost-Duitse Gabriele Seyfert de achttiende wereldkampioene bij de vrouwen. Zij was daarmee de eerste uit de DDR afkomstige wereldkampioen in het kunstschaatsen. Oost-Duitsland het zestiende land dat een wereldkampioen in het kunstschaatsen voortbracht. Seyfert stond voor het vierde opeenvolgende jaar op het podium, in 1966, 1967 en 1968 werd ze tweede. De nummers twee en drie, respectievelijk Beatrix Schuba uit Oostenrijk en Zsuzsa Almássy uit Hongarije stonden voor het eerst op het erepodium.
Bij het paarrijden bestond het erepodium volledig uit Sovjetparen. Het was de eerste keer bij de paren dat het erepodium volledig bezet werd door deelnemers uit hetzelfde land, in het mannentoernooi vond dit al zes keer plaats en bij het ijsdansen drie keer. Het debuterende paar Irina Rodnina / Aleksej Oelanov werd het 22e paar dat de wereldtitel veroverde en het tweede Sovjetpaar. Ze waren de directe opvolgers van Ljoedmila Belousova / Oleg Protopopov die van 1965-1968 wereldkampioen werden. Dit paar stond dit jaar voor het achtste opeenvolgende jaar op het erepodium, van 1962-1964 werden ze tweede en dit jaar derde. Voor Tamara Moskvina / Aleksej Mistsjin op de tweede plaats was het de eerste keer dat ze op het podium stonden.
Bij het ijsdansen veroverde het Britse paar Diane Towler / Bernard Ford voor de vierde opeenvolgende keer de wereldtitel. Ljoedmila Potsjomova / Alexandr Gorstsjkov behaalden de eerste medaille voor de Sovjet-Unie in het ijsdansen. De Sovjet-Unie was het zesde land (na het Verenigd Koninkrijk, de Verenigde Staten, Canada, Frankrijk en Tsjechoslowakije) dat hierin slaagde. Het Amerikaanse paar Judy Schwomeyer / James Sladky stond ook voor de eerste keer op het erepodium.
| Discipline | Goud                            | Zilver                                     | Brons                                 |
| ---------- | ------------------------------- | ------------------------------------------ | ------------------------------------- |
| Mannen     | Tim Wood                        | Ondrej Nepala                              | Patrick Péra                          |
| Vrouwen    | Gabriele Seyfert                | Beatrix Schuba                             | Zsuzsa Almássy                        |
| Paren      | Irina Rodnina / Aleksej Oelanov | Tamara Moskvina / Aleksej Mistsjin         | Ljoedmila Belousova / Oleg Protopopov |
| IJsdansen  | Diane Towler / Bernard Ford     | Ljoedmila Potsjomova / Alexandr Gorstsjkov | Judy Schwomeyer / James Sladky        |

## Uitslagen
kk = korte/verplichte kür, vk = vrije/lange kür, pc/9 = plaatsingcijfer bij negen juryleden, t.z.t. = trok zich terug
| #      | naam (deelname)           | land                                    | kk | vk     | punten | pc/9 |
| ------ | ------------------------- | --------------------------------------- | -- | ------ | ------ | ---- |
| Goud   | Tim Wood (4)              | Vlag van Verenigde Staten               | 1  | 1      | 2894.5 | 9    |
| Zilver | Ondrej Nepala (6)         | Vlag van Tsjecho-Slowakije              | 2  | 6      | 2703.3 | 22   |
| Brons  | Patrick Péra (6)          | Vlag van Frankrijk                      | 3  | 5      | 2684.6 | 27   |
| 4      | Gary Visconti (5)         | Vlag van Verenigde Staten               | 4  | 4      | 2622.4 | 45   |
| 5      | John Misha Petkevich      | Vlag van Verenigde Staten               | 7  | 2      | 2623.4 | 47   |
| 6      | Jay Humphrey (5)          | Vlag van Canada                         | 5  | 3      | 2652.1 | 41   |
| 7      | Günter Zöller (4)         | Vlag van Duitse Democratische Republiek | 6  | 10     | 2544.9 | 68   |
| 8      | Sergej Tsjetveroechin (4) | Vlag van Sovjet-Unie                    | 8  | 9      | 2531.6 | 72   |
| 9      | Marian Filc (3)           | Vlag van Tsjecho-Slowakije              | 9  | 7      | 2497.9 | 83   |
| 10     | David McGillivray (2)     | Vlag van Canada                         | 13 | 8      | 2482.7 | 87   |
| 11     | Joeri Ovtsjinnikov        | Vlag van Sovjet-Unie                    | 12 | 11     | 2434.8 | 97   |
| 12     | Philippe Pelissier (2)    | Vlag van Frankrijk                      | 11 | 13     | 2405.9 | 106  |
| 13     | Tsuguhiko Kozuka (4)      | Vlag van Japan                          | 14 | 14     | 2355.6 | 123  |
| 14     | Jacques Mrozek            | Vlag van Frankrijk                      | 16 | 12     |        | 122  |
| 15     | Günter Anderl (4)         | Vlag van Oostenrijk                     | 15 | 16     | 2319.1 | 134  |
| 16     | Reinhard Ketterer (2)     | Vlag van Bondsrepubliek Duitsland       | 17 | 15     | 2278.4 | 142  |
| 17     | Klaus Grimmelt            | Vlag van Bondsrepubliek Duitsland       | 18 | 17     | 2222.0 | 152  |
| -      | Haig Oundjian             | Vlag van Verenigd Koninkrijk            | 10 | t.z.t. |        |      |

| #      | naam (deelname)         | land                                    | kk     | vk     | punten | pc/9 |
| ------ | ----------------------- | --------------------------------------- | ------ | ------ | ------ | ---- |
| Goud   | Gabriele Seyfert (6)    | Vlag van Duitse Democratische Republiek | 2      | 1      | 2795.5 | 9    |
| Zilver | Beatrix Schuba (3)      | Vlag van Oostenrijk                     | 1      | 6      | 2709.4 | 24   |
| Brons  | Zsuzsa Almássy (4)      | Vlag van Hongarije                      | 3      | 4      | 2704.6 | 27   |
| 4      | Julie Lynn Holmes       | Vlag van Verenigde Staten               | 4      | 2      | 2696.2 | 33   |
| 5      | Janet Lynn (2)          | Vlag van Verenigde Staten               | 5      | 5      | 2663.4 | 44   |
| 6      | Linda Carbonetto (2)    | Vlag van Canada                         | 9      | 3      | 2616.0 | 53   |
| 7      | Elisabeth Nestler (3)   | Vlag van Oostenrijk                     | 6      | 7      | 2572.8 | 62   |
| 8      | Patricia Ann Dodd (2)   | Vlag van Verenigd Koninkrijk            | 7      | 14     | 2495.1 | 89   |
| 9      | Eileen Zillmer          | Vlag van Bondsrepubliek Duitsland       | 8      | 12     | 2487.8 | 91   |
| 10     | Elena Schtscheglova (4) | Vlag van Sovjet-Unie                    | 12     | 8      | 2492.3 | 87   |
| 11     | Kazumi Yamashita (2)    | Vlag van Japan                          | 13     | 10     | 2472.1 | 96   |
| 12     | Elisabeth Mikula (2)    | Vlag van Oostenrijk                     | 10     | 11     | 2471.8 | 102  |
| 13     | Rita Trapanese (2)      | Vlag van Italië                         | 11     | 13     | 2461.2 | 105  |
| 14     | Galina Grzjibovskaja    | Vlag van Sovjet-Unie                    | 16     | 9      | 2400.6 | 127  |
| 15     | Charlotte Walter (3)    | Vlag van Zwitserland                    | 14     | 15     | 2379.0 | 131  |
| 16     | Keiko Miyagawa          | Vlag van Japan                          | 17     | 16     | 2266.8 | 144  |
| 17     | Janet Schwartz          | Vlag van Australië                      | 18     | 17     | 2108.1 | 153  |
| -      | Sonja Morgenstern (2)   | Vlag van Duitse Democratische Republiek | 15     | t.z.t. |        |      |
| -      | Hana Mašková (6)        | Vlag van Tsjecho-Slowakije              | t.z.t. |        |        |      |
| -      | Vanessa Jackson         | Vlag van Zuid-Afrika (1928-1982)        | t.z.t. |        |        |      |

| #      | naam (deelname)                               | land                                    | kk | vk     | punten | pc/9 |
| ------ | --------------------------------------------- | --------------------------------------- | -- | ------ | ------ | ---- |
| Goud   | Irina Rodnina Aleksej Oelanov                 | Vlag van Sovjet-Unie                    | 1  | 1      | 421.1  | 9    |
| Zilver | Tamara Moskvina (3) Aleksej Mistsjin (3)      | Vlag van Sovjet-Unie                    | 3  | 2      | 410.9  | 23   |
| Brons  | Ljoedmila Belousova (10) Oleg Protopopov (10) | Vlag van Sovjet-Unie                    | 2  | 3      | 410.5  | 26   |
| 4      | Cynthia Kauffmann (6) Ronald Kauffmann (6)    | Vlag van Verenigde Staten               | 4  | 5      | 405.0  | 36   |
| 5      | Heidemarie Steiner (4) Ulrich Walther (4)     | Vlag van Duitse Democratische Republiek | 5  | 6      | 400.0  | 46   |
| 6      | Alicia Jo Starbuck (2) Kenneth Shelley (2)    | Vlag van Verenigde Staten               | 7  | 4      | 398.7  | 50   |
| 7      | Gudrun Hauss (4) Walter Häfner (4)            | Vlag van Bondsrepubliek Duitsland       | 6  | 7      | 388.6  | 63   |
| 8      | Melissa Militano Mark Militano                | Vlag van Verenigde Staten               | 10 | 8      | 374.1  | 75   |
| 9      | Brunhilde Bassler Eberhard Rausch             | Vlag van Bondsrepubliek Duitsland       | 8  | 9      | 362.8  | 82   |
| 10     | Anna Forder Richard Stephens                  | Vlag van Canada                         | 9  | 10     | 90     |      |
| 11     | Mona Szabo (4) Peter Szabo (4)                | Vlag van Frankrijk                      | 11 | 11     | 357.5  | 94   |
| 12     | Linda Bernard Raymond Wilson                  | Vlag van Verenigd Koninkrijk            | 13 | 12     | 344.2  | 109  |
| 13     | Evelyne Schneider (2) Wilheim Bietak (4)      | Vlag van Oostenrijk                     | 14 | 13     |        | 116  |
| -      | Liana Drahová (2) Peter Bartosiewicz (4)      | Vlag van Tsjecho-Slowakije              | 12 | t.z.t. |        |      |

| #      | naam (deelname)                                  | land                                    | kk | vk | punten | pc/7 |
| ------ | ------------------------------------------------ | --------------------------------------- | -- | -- | ------ | ---- |
| Goud   | Diane Towler (6) Bernard Ford (6)                | Vlag van Verenigd Koninkrijk            | 1  | 1  | 259.8  | 7    |
| Zilver | Ljoedmila Potsjomova (4) Alexandr Gorstsjkov (3) | Vlag van Sovjet-Unie                    | 2  | 2  | 252.0  | 16   |
| Brons  | Judy Schwomeyer (3) James Sladky (3)             | Vlag van Verenigde Staten               | 3  | 3  | 250.7  | 24   |
| 4      | Janet Sawbridge (7) Jon Lane (4)                 | Vlag van Verenigd Koninkrijk            | 4  | 4  | 246.9  | 27   |
| 5      | Angelika Buck (3) Erich Buck (3)                 | Vlag van Bondsrepubliek Duitsland       | 5  | 5  | 244.6  | 32   |
| 6      | Annerose Baier (5) Eberhard Rüger (5)            | Vlag van Duitse Democratische Republiek | 6  | 6  | 234.5  | 45   |
| 7      | Susan Getty Roy Bradshaw                         | Vlag van Verenigd Koninkrijk            | 7  | 7  | 232.3  | 51   |
| 8      | Dana Holanová Jaromir Holan (5)                  | Vlag van Tsjecho-Slowakije              | 8  | 8  | 225.8  | 63   |
| 9      | Debbie Gerken Raymond Tiedermann                 | Vlag van Verenigde Staten               | 9  | 13 | 224.0  | 67.5 |
| 10     | Joan Bitterman Bradley Hislop                    | Vlag van Verenigde Staten               | 10 | 10 | 220.9  | 74.5 |
| 11     | Donna Taylor (2) Bruce Lennie (2)                | Vlag van Canada                         | 11 | 9  | 223.8  | 72.5 |
| 12     | Mary Church Tom Falls                            | Vlag van Canada                         | 13 | 12 | 218.2  | 84.5 |
| 13     | Ilona Berezc Istvan Sugar                        | Vlag van Hongarije                      | 12 | 14 | 214.1  | 88   |
| 14     | Tatjana Voitiuk Viatsjeslav Tsjigalin            | Vlag van Sovjet-Unie                    | 14 | 11 | 217.9  | 83   |
| 15     | Edeltraud Rotty Joachim Iglowstein               | Vlag van Bondsrepubliek Duitsland       | 15 | 15 | 201.7  | 105  |

Medaillewinnaars

Mannen · 
Vrouwen ·
Paren · 
IJsdansen

 Toernooi

1896 · 
1897 · 
1898 · 
1899 · 
1900 · 
1901 · 
1902 · 
1903 · 
1904 · 
1905 · 
1906 · 
1907 · 
1908 · 
1909 · 
1910 · 
1911 · 
1912 · 
1913 · 
1914 · 
1915-1921 · 
1922 · 
1923 · 
1924 · 
1925 · 
1926 · 
1927 · 
1928 · 
1929 · 
1930 · 
1931 · 
1932 · 
1933 · 
1934 · 
1935 · 
1936 · 
1937 · 
1938 · 
1939 ·
1940-1946 · 
1947 · 
1948 · 
1949 · 
1950 · 
1951 · 
1952 · 
1953 · 
1954 · 
1955 · 
1956 · 
1957 · 
1958 · 
1959 · 
1960 · 
1961 · 
1962 · 
1963 · 
1964 · 
1965 · 
1966 · 
1967 · 
1968 · 
1969 · 
1970 · 
1971 · 
1972 · 
1973 · 
1974 · 
1975 · 
1976 · 
1977 · 
1978 · 
1979 · 
1980 · 
1981 · 
1982 · 
1983 · 
1984 · 
1985 · 
1986 · 
1987 · 
1988 · 
1989 · 
1990 · 
1991 · 
1992 · 
1993 · 
1994 · 
1995 ·
1996 · 
1997 · 
1998 · 
1999 · 
2000 · 
2001 · 
2002 · 
2003 · 
2004 · 
2005 · 
2006 ·
2007 ·
2008 ·
2009 ·
2010 ·
2011 ·
2012 ·
2013 ·
2014 ·
2015 ·
2016 ·
2017 ·
2018 ·
2019 · 
2020 · 
2021 ·
2022 ·
2023 ·
2024

 ISU-kampioenschappen

WK kunstschaatsen junioren ·
EK kunstschaatsen ·
Viercontinentenkampioenschap ·
Olympische Spelen